# Cinq chansons pour percussion
Cinq chansons pour percussion est une œuvre composée par Claude Vivier en 1980.

## Histoire
Le percussionniste canadien David Kent, de retour d'Indonésie avec une collection d'instruments pour le gamelan, propose à Claude Vivier de lui écrire une œuvre pour ces instruments. Le compositeur écrit dans sa note d'intention :

« Cinq chansons pour percussion signifie littéralement ce que suggère le titre. Le mot « chanson » est pris dans son sens asiatique : cinq énoncés musicaux composés assez librement autour de quelques notes. L'œuvre pourrait s'appeler Aikea ou « petits poèmes ». Elle est dédiée à mon ami, le virtuose David Kent. »

L'œuvre est créée par son dédicataire David Kent à Toronto, le 26 septembre 1980 selon la base de documentation de l'IRCAM, ou en juin 1982 selon David Kent.

## Mouvements
1. Chanson du matin
2. Chanson à midi
3. Chanson au soleil
4. Chanson à la mort
5. Chanson d'adieu

## Effectif
- 16 gongs bonang ou 16 trompongs.
- 9 nipple gongs de Thaïlande.
- 2 dobachis ou changs.
- 1 daikin ou grand chang.
- 1 tam-tam moyen (si possible)[3].

## Discographie
- Christian Dierstein, WDR Sinfonieorchester Köln, cd Kairos 0012472KAI.